# Glenoleon banksi
Glenoleon banksi är en insektsart som beskrevs av Tim R. New 1985. Glenoleon banksi ingår i släktet Glenoleon och familjen myrlejonsländor. Inga underarter finns listade i Catalogue of Life.